# Dyle et Bacalan DB-10
Il Dyle et Bacalan DB-10 era un bombardiere notturno, bimotore, monoplano, triposto, realizzato dall'azienda aeronautica francese Société Anonyme de Travaux Dyle et Bacalan durante gli anni venti. Progettato dall'ingegnere Louis de Monge, il prototipo volò per la prima volta nell'aprile 1926.

## Storia del progetto
Negli anni venti la Société Anonyme de Travaux Dyle et Bacalan, una consolidata ditta di costruzioni navali fondata nel 1879, ed avente sede a Bordeaux, si era specializzata nella produzione di veicoli militari, tram e vagoni ferroviari. Nel 1923 la direzione aziendale decise di rilevare le quote azionarie della fallita ditta aeronautica Buscaylet et Cie, per sviluppare un proprio reparto aviazione in cui produrre aerei di linea transatlantici.
Nel 1925 arrivò il progettista Louis de Monge ed iniziò la produzione dei velivoli, il cui primo progetto realizzato fu quello del bombardiere DB-10. Si trattava di un velivolo da bombardamento notturno pesante, monoplano ad ala alta, bimotore, triposto. Il velivolo si caratterizzava per la costruzione interamente metallica, tranne che per alcune superfici ricoperte in tela. L'ala aveva una sezione molto spessa verso il centro, dove si raccordava alla fusoliera, e questa divenne una caratteristica standard di tutti i progetti successivi realizzati dalla Dyle et Bacalan.

## Tecnica
Per molti aspetti il DB-10 era un velivolo dotato di disegno convenzionale, ma aveva una caratteristica particolare, una sezione alare centrale molto spessa che si raccordava con la fusoliera. Tale caratteristica finì con il diventare una costante nei progetti dei velivoli Dyle et Bacalan. Nella parte anteriore del DB-10 la spessa sezione aerodinamica centrale si estendeva ininterrottamente tra i due motori, che erano installati entro essa. Oltre i motori le semiali esterne erano di spessore normale, dotate di corda costante, significativamente più sottili e più strette della sezione centrale, e supportate ciascuna da una coppia di montanti paralleli, costruiti in tubo d'acciaio, attaccati al bordo inferiore della sezione centrale. I longheroni alari erano realizzati in acciaio, con le centine in duralluminio.

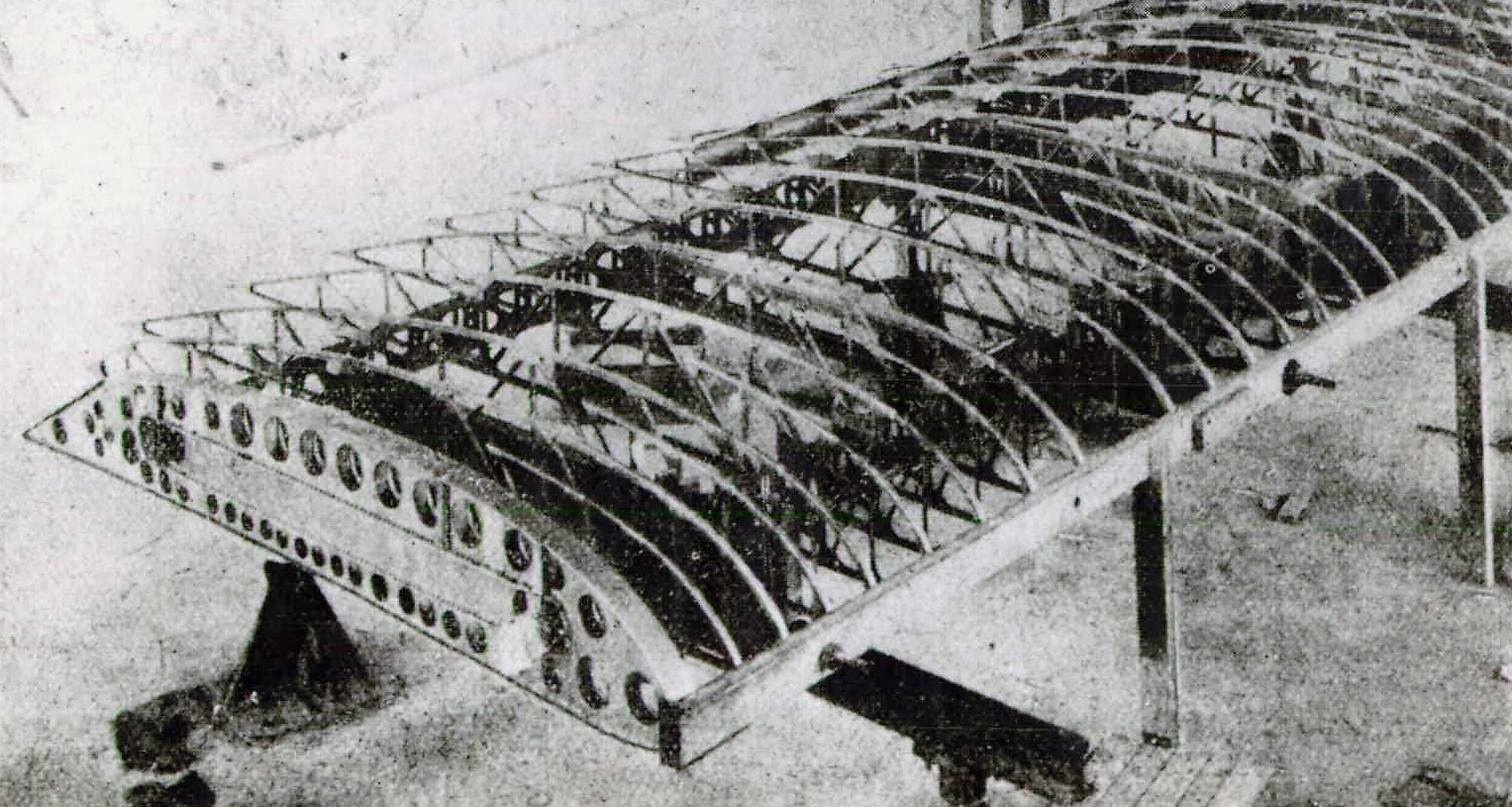
La struttura dell'ala.

La fusoliera convenzionale, a sezione rettangolare, era costruita con correnti e ordinate in duralluminio, ed emergeva dalla sezione alare centrale terminando con gli impennaggi di coda. Questi ultimi erano dotati di un grande timone, che emergeva completamente dai due stabilizzatori orizzontali convenzionali, rinforzati da due montanti di sostegno collegati alla parte inferiore del suddetto impennaggio. Tutte le superfici, ad eccezione di quelli della parte centrale che ospitava l'equipaggio ed i propulsori, erano rivestite in tela. Il carrello di atterraggio era triciclo posteriore fisso. Le gambe principali, dotate di ruote singole, erano costituite da due coppie parallele di montanti a V, posizionate sotto le gondole dei propulsori. La coppia esterna era fissata in prossimità delle estremità inferiori dei montanti alari, sul bordo dello spessa sezione centrale. Un singolo pattino era montato nella parte posteriore della fusoliera, proprio sotto il timone. Per le operazioni di movimentazione sugli aeroporti era disponibile un carrellino di coda biciclo.

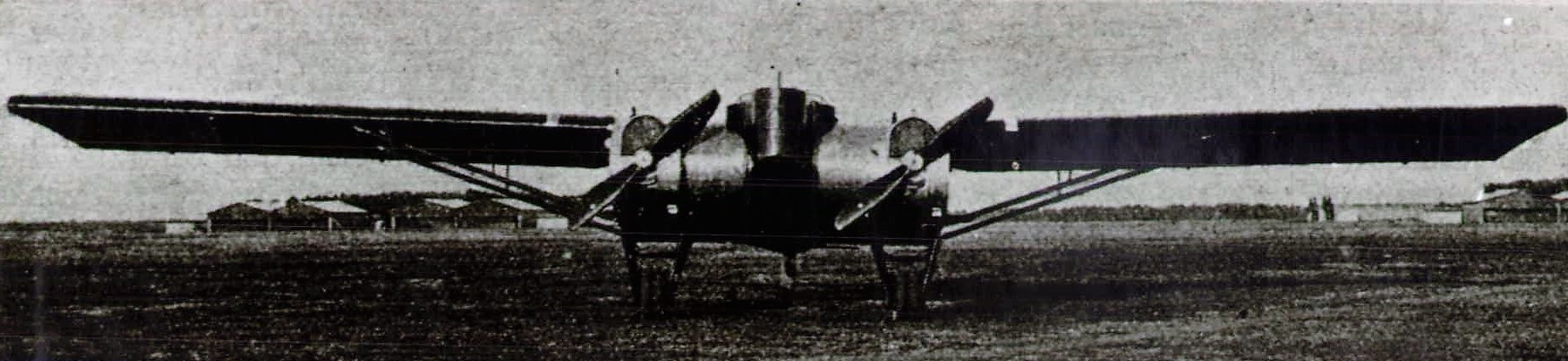
vista frontale del velivolo.

La spessa sezione centrale racchiudeva i lanciabombe, con gli ordigni posti in posizione verticale, e i serbatoi di carburante. Nella parte superiore di tale sezione erano posizionati gli abitacoli aperti per l'equipaggio. Il primo era quello del mitragliere, che si trovava sul bordo estremo anteriore della fusoliera. Subito sotto, all'interno della fusoliera, vi era la postazione del navigatore/bombardiere, dotata di ampie finestrature. Dietro alla postazione del mitragliere, in posizione leggermente rialzata, vi era l'abitacolo del pilota con un altro pozzetto appena dietro dove alloggiava il navigatore/bombardiere durante il volo. Tale pozzetto costituiva la postazione dorsale difensiva, munita di un anello ruotante per l'installazione di una eventuale mitragliatrice.
I due propulsore installati erano dei radiali Gnôme-et-Rhone Jupiter a 9 cilindri a stella singola, raffreddati ad aria. La potenza erogata era pari a 420 hCV (pari a circa 310 kW), ed azionavano eliche quadripala lignee. L'armamento difensivo si basava su due mitragliatrici brandeggiabili Lewis calibro 7,7 mm installate su un supporto ad anello nella postazione difensiva anteriore. Il carico offensivo massimo trasportabile all'interno della stiva ventrale era pari a 1 300 kg.

## Impiego operativo
Il prototipo volò per la prima volta nell'aprile 1926 sul campo d'aviazione di Merignac, nelle mani del collaudatore Charley Descamps. Inserito dal governo francese nella specifica BN3 relativa ad un bombardiere notturno triposto, affrontò le prove comparative con altri prototipi a Villacoublay nel corso dello stesso anno. Il confronto vide affrontarsi Amiot 122, Farman F.123, Latécoère 19, Dyle et Bacalan DB-10 e Lioré et Olivier LeO 20, con quest'ultimo dichiarato vincitore ed avviato alla produzione in serie.
La messa a punto del DB-10 continuò fino al novembre 1926, ed il velivolo fu esposto presso il Salone Internazionale di Le Bourget. Nel giugno 1927 l'aereo sostituì i propulsori Gnome-et-Rhone Jupiter da 420 CV con altri più potenti, gli Gnome-et-Rhone 9K da 480 CV. Il prototipo continuò a volare fino al 1929, quando fu abbandonato, mentre la prevista versione idrovolante non era ancora stata realizzata. Il prototipo del DB-10 servì come base progettuale per il successivo aereo da trasporto Dyle et Bacalan DB-70.

## Utilizzatori
Francia
- Aéronautique Militaire